# 内江高新技术产业开发区
内江高新技术产业开发区于2014年5月12日经由四川省人民政府批准正式挂牌成立，2017年2月13日，内江高新区获中华人民共和国国务院正式批复升格为国家级高新技术产业开发区，系四川省第8个国家级高新区。内江高新区以白马组团为核心园区，电子信息、生物制药、节能环保等为支柱产业；以高桥组团为高桥园区，以电子商务等为支柱产业；以隆昌经济开发区为隆昌园区，以制造业、食品生物医药等为支柱产业。规划面积为120平方公里，核心区为30平方公里。